# Broń pancerna Niepodległego Państwa Chorwackiego
Broń pancerna Niepodległego Państwa Chorwackiego – Niepodległe Państwo Chorwackie (NDH), proklamowane przez ustaszy 10 kwietnia 1941 r., nie miało formalnie własnych wojsk pancernych. Faktycznie posiadało jednak sprzęt pancerny, dostarczony przez Niemców i Włochów, których oddziały wojskowe okupowały terytorium NDH.
Początkowo Chorwaci otrzymali 18 lub 22 tankietki polskiej produkcji TK-3 i TKF, 10 tankietek włoskiej produkcji CV3/33 (produkowanych na licencji na Węgrzech) i 15 CV3/35, 4 czołgi lekkie niemieckiej produkcji PzKpfw I oraz niedużą liczbę czołgów lekkich produkcji francuskiej Renault R-35. Chorwaci mieli też kilka improwizowanych pojazdów opancerzonych wyprodukowanych własnymi siłami. Ponadto w Chorwacji zbudowano 4 pociągi pancerne, które przewoziły kilka przestarzałych czołgów lekkich FT-17. Miały one mieszaną załogę chorwacko-niemiecką. 2 z pociągów działały w rejonie Sisak – Sunja – Bihać, a pozostałe 2 w rejonie Tuzli. Czołgi FT-17 były użytkowane także na ciężarówkach. Chorwacka broń pancerna wchodziła w skład zarówno regularnej Chorwackiej Domobrany, jak też Milicji Ustaszy i Policji NDH. W brygadach i dywizjach istniały plutony i kompanie pancerne. Siły pancerne były używane przede wszystkim do celów antypartyzanckich.
Po ogłoszeniu przez Włochy wyjścia z wojny na pocz. września 1943 r., siły zbrojne NDH zasiliła pewna liczba sprzętu pancernego armii włoskiej. Były to kolejne tankietki CV3/33 i CV3/35, średnie czołgi M13/40 i ich zmodernizowana wersja M14/41 oraz M15/42, działa samobieżne Semovente L40 da 47/32, a także samochody pancerne różnych typów. Ponadto Niemcy wspomogli Chorwatów dostawami kilkunastu czołgów lekkich Hotchkiss H-39, niedużej liczby czołgów średnich Somua S-35 i kilku transporterów gąsienicowych Renault UE. Do 1945 r. przekazali również od 20 do 25 własnych czołgów średnich PzKpfw III w wersji N, 15 PzKpfw IV w wersjach F i G, a także półgąsienicowe transportery opancerzone Sd.Kfz.251 i ciągniki artyleryjskie Krupp Protze.
W 1943 r. w Jasenovacu Chorwaci sformowali większą jednostkę wojskową w postaci zmotoryzowanej grupy bojowej pod dowództwem płk. Francjo Saricia, której trzon stanowiła Przyboczna Brygada Poglavnika. W jej skład wchodziło ok. 30 tankietek i czołgów oraz pewna liczba samochodów pancernych. W I poł. 1944 r. grupa została włączona do Przybocznej Dywizji Poglavnika. W poł. 1944 r. składała się z 1 Kompanii Czołgów Średnich (15 czołgów), 2 Kompanii Czołgów Lekkich (7 czołgów), 3 i 4 Kompanii Piechoty Zmotoryzowanej oraz 5 Kompanii Sztabowej.

## Chorwackie oddziały pancerne
- pluton pancerny I Brygady Górskiej (czołgi R-35 i S-35)
- pluton pancerny III Brygady Górskiej (czołgi H-35)
- pluton pancerny IV Brygady Górskiej
- lekki pluton pancerny 1 Batalionu Transportowego
- pluton pancerny III Korpusu Armijnego (tankietki TK-3 i TKF)
- pluton pancerny III Brygady Strzeleckiej (czołgi S-35)
- pluton pancerny IV Brygady Strzeleckiej (czołgi S-35)
- pluton, a następnie kompania pancerna I Brygady Milicji Ustaszy (tankietki CV3/33 i CV3/35)
- 1 kompania czołgów lekkich 1 Dywizji Górskiej (czołgi R-35)
- kompania pancerna III Brygady Milicji Ustaszy (tankietki CV3/33 i CV3/35)
- kompania pancerna IV Brygady Milicji Ustaszy (tankietki CV3/33 i CV3/35)
- kompania pancerna V Brygady Milicji Ustaszy (tankietki CV3/33 i CV3/35)
- pancerna kompania ochronna I Brygady Rezerwowej